# 超弦理論
超弦理论（英語：Superstring Theory），属于弦理论的一种，有五個不同的超弦理論。超弦理論旨在探尋一可統一各基本作用力及解釋基本物質的理論，透過嚴謹的數學框架來定義和賦予物質質量、解釋萬物運行規則。也指狭义的弦理论。是一種引進了超對稱的弦論，其中指物質的基石為至少九維時空中的弦。

## 理論基礎
- 十一維時空（十維空間加一維时間）

为了将玻色子和费米子统一，科学家预言了这种粒子，由于实验条件的限制，人们很难找到这种能够证明弦理论的粒子。超弦理论作为最为艰深的理论之一，吸引着很多理论研究者对它进行研究，是萬有理論的候選者之一(指小至可來解釋我們所知的一切作用力，大至於解釋宇宙所有物理奧秘的全面性理論)。
- 超弦理論將次原子粒子都被視為受激而振動的多維迴圈（開頭所提的10維空間）。
- 超弦理論與傳統的量子力學一樣，將不確定性視為真正的隨機。
- 以膜理論解釋弦與三維空間和多維度空間的關係。

## 弦理论中的超对称

弦論的對偶性：黃色箭頭為S對偶，藍色箭頭為T對偶，而IIA型弦與E型雜弦則亦可與M理論有對偶聯繫（此對偶又可稱之為U對偶）

弦理论是我们知道的唯一能融合广义相对论和量子力学的方式，但只有超对称的弦理论才能避免快子问题，才能包括费米子振动模式从而才能说明组成我们世界的物质粒子。为了实现引力的量子力学，也为了一切力和物质的大统一，超对称性与弦理论手拉手地走来了。假如弦理论是对的，物理学家希望超对称性也是对的。
主要類型有：
- I型弦
- IIA型弦
- IIB型弦
- O型雜弦（SO(32)）
- E型雜弦（E8×E8）。

若納入對偶性以及超重力，則可統一出M理論的框架，常見的對偶有T對偶、S對偶、U對偶。

## 懷疑論
弦論最致命弱點是它需要極高時空維度如11維度才能成立，與我們的四維時空不符，卡魯扎-克萊因理論是五維理論就因與四維時空不符而被拋棄，弦論的超高維度更是匪夷所思，尤其值得注意的是廣義和狹義相對論都是四維時空理論，11維的弦論能否和相對論相容令人懷疑，另外弦論預測的重力子和超伴子等在LHC等實驗觀測一無所獲，因此弦論使學界深深懷疑。
- 1979年諾貝爾獎得主、美國物理學家谢尔登·格拉肖（Sheldon Lee Glashow）是超弦理论的怀疑者，因为其不能提供实验可检验的预言。他曾经试图阻止超弦理论家进入哈佛大學物理系，但是哈佛大學还是接受了超弦理论，于是他选择了离开。[1]在約十分钟《弦论这件事》（《优雅的宇宙》第二部分）的采访中，他认为超弦是一门与物理没有关系的学科，并且说：“...你可以把它称为肿瘤...”[2]。

## 參閲
- 對偶性 (弦論)
- 第一型弦理論
- 第二型弦理論
- 混合弦理論
- 超對稱
- 萬有理論
- M理論
- F理論